# Кокинаев, Шамиль Жалилович
Шами́ль Жали́лович Кокина́ев (род. 25 декабря 1971, пос. Георгиевка, Чимкентская область, Казахская ССР) — подполковник ВС РФ, участник Первой и Второй чеченской войны, Герой Российской Федерации (2000). Офицер 12-й отдельной бригады специального назначения (Уральский военный округ).

## Биография
Родился 25 декабря 1971 года в поселке Георгиевка Чимкентской области Казахской ССР, отец — плотник, мать — домохозяйка. Азербайджанец. Окончил среднюю школу. Мастер спорта по горному туризму.
С 1989 года в рядах Вооружённых Силах СССР. В 1993 году окончил Ташкентское военное танковое командное училище, год прослужил в воздушно-десантных войсках Узбекистана, после чего перевёлся в российскую армию, служил в 12-й отдельной бригаде специального назначения ГРУ ГШ (Уральский военный округ), дислоцированной в городе Асбест Свердловской области.
В период первой и второй чеченских войн совершил большое количество командировок в Чечню (по некоторым источникам, совершил 32 боевых выхода), в 1995 году во главе своего подразделения нанёс сокрушительное поражение боевикам в Шалийском районе Чечни. Несколько раз был представлен к званию Героя России.
10 сентября 1999 года в Дагестане группа майора Кокинаева в лесной местности столкнулась с бандой наемников-арабов, атаковала её (в рукопашной схватке Кокинаев уничтожил пять боевиков) и обратила в бегство.
Во время другого разведвыхода в тыл боевиков у горы Годобери в Ботлихском районе Дагестана Кокинаев обнаружил двигающуюся по направлению к российским войскам колонну боевиков из 25 автомашин, и, ввиду недосягаемости данной территории для артиллерии, атаковал противника из моментально организованной засады, уничтожив 2/3 автомашин (17) и около 200 боевиков, не имея потерь среди личного состава. Лично уничтожил 2 автомобиля с находившимися в них боевиками.
С октября 1999 года участвовал во второй чеченской войне, собрав ценные разведданные и нанеся значительный урон противнику.
В районе села Шатой первым прибыл на помощь окружённому мотострелковому батальону, заняв выгодную позицию и вызвав на себя огонь боевиков, чем отвлек их внимание, позволив батальону вырваться из окружения.
В следующем бою навел на противника огонь артиллерии и успешно корректировал его, сам находясь под непрерывным огнём.
За мужество и героизм, проявленные при выполнении воинского долга в Северо-Кавказском регионе Указом Президента Российской Федерации от 27 июля 2000 года майору Кокинаеву Шамилю Жалиловичу присвоено звание Героя Российской Федерации с вручением медали «Золотая Звезда» (№ 679).
На основании Указа Президента РФ от 11 марта 2003 года № 293 получил российское гражданство. В 2004 году окончил Общевойсковую академию Вооруженных Сил РФ. С 2004 года преподаёт в Московском высшем военном командном училище.
Награждён несколькими орденами и медалями Российской Федерации.
В 2024 году награждён орденом «За заслуги перед Республикой Дагестан».